# Nang Keo Phimpha
Nang Keo Phimpha (tiếng Lào: ນາງແກ້ວພິມພາ) (1343–1438), nghĩa đen "Người đàn bà tàn nhẫn",,  là nữ hoàng của Vương quốc Lan Xang (phần lớn Lào ngày nay), lên ngôi năm 1438, lấy hiệu là Samdach Brhat-Anya Sadu Chao Nying Kaeva Bhima Fa Mahadevi(tiếng Lào: ສົມເດັຈ ພຣະຍາ ສາທຸເຈົ້າຍິງ ແກ້ວພິມພາມະຫາເທວີ). Bà còn được biết đến với danh hiệu Maha Devi là nữ hoàng duy nhất trong lịch sử Vương quốc Lan Xang.  Dựa vào một số nguồn biên niên sử, Nang Keo Phimpha đã đăng quang và cai trị với khoảng thời gian ngắn ngủi vỏn vẹn chỉ trong vài tháng, trước khi bà bị phế vị và bị giết ở tuổi thứ 95.  Triều đại ngắn ngủi của bà còn được xem là đỉnh điểm của mưu đồ 10 năm khống chế ngai vàng, biến hàng loạt các vị quân chủ xứ triệu voi thành bù nhìn dưới sự nhiếp chính của mình.

## Triều đình chia bè phái và sự kế vị ngai vàng của bảy vị vua Lan Xang
Bắt đầu từ sau cái chết của vị vua trẻ Lan Kham Deng, mà theo nhiều nguồn sử khác nhau thì là con trai ruột(?), hoặc cháu trai(?), cháu nội của bà (?), giai đoạn 1428-1438, Vương quốc Lan Xang được đánh dấu bằng các cuộc khủng hoảng liên tiếp kéo dài tạo ra bởi sự đấu đá, kình địch của các bè phái quần thần trong triều đình. Trong khoảng thời gian này, với sự can chính của Nang Keo Phimpha, bản quốc liên tục chứng kiến cái chết của bảy vị vua kế vị liên tiếp:
- Phommathat (1428-1429) bị ám sát sau 10 tháng tại vị.
- Yukhon (1429-1430) bị ám sát sau 8 tháng tại vị.
- Khon Kham (1430-1432) bị ám sát sau 18 tháng tại vị.
- Kham Tam Sa (1432) bị ám sát sau 5 tháng tại vị.
- Lue Sai (1432-1433) bị ám sau 6 tháng tại vị.
- Khai Bua Ban (1433-1436) bị ám sát sau 3 năm tại vị.
- Kham Keut (1436-1438) bị đầu độc (?)[4] sau 2 năm tại vị.

Hiện không rõ có tổng cộng bao nhiêu bè phái chính trị đã từng tồn tại vào thời điểm lúc đó. Trong đó, có một đảng phái bao gồm các giai cấp quý tộc cũ của Muang Sua, từng chống đối lại vua Fa Ngum khi ông củng cố quyền cai trị của mình năm 1354 và thành lập nên Vương quốc Lan Xang thông qua các cuộc chinh phạt bằng quân sự. Một phái khác bao gồm những người gốc Lào và Khmer đã từng ủng hộ Fa Ngum khi ông thực hiện các cuộc xâm lược. Những người gốc Ayutthaya và  Lan Na (một phần Thái Lan ngày nay) có ảnh hưởng cũng đã lập nên bè phái riêng cho họ trong hệ thống chính trị Lan Xang xưa.

## Lên ngôi và phế truất
Năm 1438, Nang Keo Phimpha lên ngôi nữ hoàng cai trị Lan Xang sau cái chết bí ẩn của vua Kham Keut. Tuy nhiên, tại vị không lâu thì sau đó bà bị phế truất và bị giết ở tuổi thứ 95, thời đại của bà kết thúc với 5 tháng đương vị. Kể từ sau khi bà bị phế và giết, Lan Xang bước vào thời kỳ cai trị của hội đồng nhiếp chính mà không có sự can thiệp bởi bất cứ vị vua nào, dù tồn tại ở thế chế quân chủ nhưng mãi đến nhiều năm sau khi vua Chakkaphat Phaen Phaeo lên ngôi thì Lan Xang mới bắt đầu lại thời kỳ cai trị bởi quân vương chính thống.